# Cornu (Prahova)
Cornu es una comuna ubicada en el distrito de Prahova, Rumania.

## Superficie
Posee una superficie de 15,11 kilómetros cuadrados.

## Demografía
Hasta 2021 la población era de 4444 habitantes, con una densidad de población de 294,1 habitantes por kilómetro cuadrado.